# Torbjörntorps socken
Torbjörntorps socken i Västergötland ingick i Gudhems härad, ingår sedan 1974 i Falköpings kommun och motsvarar från 2016 Torbjörntorps distrikt.
Socknens areal är 9,38 kvadratkilometer varav 9,36 land. År 2000 fanns här 575 invånare. Tätorten Torbjörntorp med sockenkyrkan Torbjörntorps kyrka ligger i socknen.

## Administrativ historik
Socknen har medeltida ursprung. 
Vid kommunreformen 1862 övergick socknens ansvar för de kyrkliga frågorna till Torbjörntorps församling och för de borgerliga frågorna bildades Torbjörntorps landskommun. Landskommunen uppgick 1952 i Gudhems landskommun som 1974 uppgick i Falköpings kommun. Församlingen uppgick 2010 i Mössebergs församling.
1 januari 2016 inrättades distriktet Torbjörntorp, med samma omfattning som församlingen hade 1999/2000.  
Socknen har tillhört län, fögderier, tingslag och domsagor enligt vad som beskrivs i artikeln Gudhems härad. De indelta soldaterna tillhörde Skaraborgs regemente Livkompaniet och Västgöta regemente, Gudhems kompani.

## Geografi
Torbjörntorps socken ligger norr om Falköping. Socknen är en småkuperad odlingsbygd på Falbygden med inslag av skog och med en rullstensås i sin centrala del.

## Fornlämningar
Boplatser, sex gånggrifter och tio hällkistor från stenåldern är funna. Från brons- och järnåldern finns gravar och stensättningar.

## Namnet
Namnet skrevs 1409 Thorbiorna thorpa och kommer från kyrkbyn. Efterleden är torp, 'nybygge'. Förleden innehåller mansnamnet Torbjörn.